# Айринг, Генри
Генри Беннион Айринг (англ. Henry Bennion Eyring) — американский религиозный деятель, с 2008 года первый советник в Первом Президентстве  Церкви Иисуса Христа Святых последних дней.

## Биография
Г. Айринг родился 31 мая 1933 года в Принстоне, штат Нью-Джерси. Он был вторым ребёнком в семье преподавателя Принстонского университета, известного химика Генри Айринга, и Милдред Беннион Айринг. До начала Второй мировой войны семья Айринга участвовала в собраниях Церкви мормонов в городе Нью-Брансуик, но с введением квот на бензин получила разрешение от общины проводить собрание у себя дома. Позднее, когда отец Генри получил должность в  Университете Юты, вся семья переехала в Солт-Лейк-Сити.
В 1955 году Генри Айринг получил степень бакалавра в области физики и был призван в ряды армии США. После прибытия на базу ВВС Сандия (Альбукерке, штат Нью-Мексико), он начал своё  миссионерское служение, продолжавшееся все два года его службы в войсках.
В 1955 году Айринг получил степень магистра по деловому администрированию  Гарвардской школы бизнеса, а в 1963 году и докторскую степень.
С 1962 по 1971 год занимал должность помощника профессора в Стэнфордской школе для дипломированных специалистов в сфере бизнеса, затем став ректором Колледжа имени Рикса в Рексбурге (совр. Университет имени Бригама Янга штата Айдахо).
С 1971 по 1977 занимал должность ректора Колледжа Рикса (сейчас Университет Бригама Янга-Айдахо). При нем было построено множество университетских зданий, произведены технические усовершенствования, а также добавлены новые специальности. 
В сентябре 1980 года Айринг впервые получил должность уполномоченного Системы церковного образования, которую занимал вплоть до своего назначения первым советником Председательствующего епископа Роберта Д. Хейлза в апреле 1985 года.
В апреле 1992 года Генри стал членом Кворума семидесяти, а в сентябре повторно вернулся на должность уполномоченного СЦО, с которой ушёл лишь в 2005 году, когда его место занял Рольф Керр.
После смерти президента Говарда Хантера, 1 апреля 1995 года Айрин был рукоположен в апостолы, заняв место в Кворуме Двенадцати.
6 октября 2007 года Айринг был утверждён вторым советником президента Гордона Б. Хинкли, после смерти занимавшего данное место Джеймса И. Фауста.
7 января 2008 президент Томас Монсон назначил Генри Айринга первым советником в Первом Президентстве.
2 января 2018 года после смерти президента Томаса С.Монсона, вернулся в Кворум Двенадцати апостолов. 14 января того же года был рукоположен президентом Расселом М.Нельсоном вторым советником в заново сформированном Первом Президентстве. 

## Семья
В июле 1962 года Генри Айринг женился на Кэтлин Джонсон, от которой у него родилось шестеро детей.

## Опубликованные работы
- Eyring, Henry B. Because He First Loved Us: A Collection of Discourses (англ.). — Deseret Book Company[англ.], 2006. — ISBN 1-59038-637-X.
- Eyring, Henry B. To Draw Closer to God: A Collection of Discourses (англ.). — Deseret Book[англ.], 2004. — ISBN 1-59038-322-2.
- Eyring, Henry B. Go Forth to Serve (англ.). — Deseret Book[англ.], 2003. — ISBN 1-57008-946-9.
- Eyring, Henry B. Because He First Loved Us (англ.). — Deseret Book[англ.], 2002. — ISBN 1-57008-924-8.
- Eyring, Henry B. On Becoming a Disciple-Scholar: Lectures presented at the Brigham Young University Honors Program (англ.). — Bookcraft[англ.], 1995. — (Discipline and discipleship lecture series). — ISBN 1-57008-198-0.
- —— (1968), Wise Advice for R and D., PsycCRITIQUES, 13 (8), Stanford University, Stanford, CA: 398–400, ISSN 1554-0138 {{citation}}: Неизвестный параметр |month= игнорируется (справка). Database:PsycINFO Electronic, accessed March 12, 2009
- Eyring, Henry B. Some Sources of Uncertainty and Their Consequences in Engineering Design Projects (англ.) // IEEE Transactions on Engineering Management : journal. — 1966. — December (vol. EM—13, no. 4). — P. 167—180.